# Aneuclis tarbagataica
Aneuclis tarbagataica är en stekelart som beskrevs av Andrey Ivanovich Khalaim 2004. Aneuclis tarbagataica ingår i släktet Aneuclis och familjen brokparasitsteklar. Inga underarter finns listade i Catalogue of Life.